# György Sztantics
György Sztantics (Subotica, 19 agosto 1878 – Subotica, 10 luglio 1918) è stato un marciatore ungherese.

## Biografia
Nel 1906 vinse la medaglia d'oro nella marcia 3000 metri ai Giochi olimpici intermedi che si tennero ad Atene. Arrivò anche settimo nella marcia sulla distanza dei 1500 metri.

## Palmarès
| Anno | Manifestazione            | Sede  | Evento            | Risultato | Prestazione | Note |
| ---- | ------------------------- | ----- | ----------------- | --------- | ----------- | ---- |
| 1906 | Giochi olimpici intermedi | Atene | 1500 metri marcia | 7º        | s/t         |      |
| 1906 | Giochi olimpici intermedi | Atene | 3000 metri marcia | Oro       | 15'13"2     |      |